# غويلرمو فيلاسكو رودريغيز
غويلرمو فيلاسكو رودريغيز (بالإسبانية: Guillermo Velasco Rodríguez)‏ هو سياسي مكسيكي، ولد في 1977 في ولاية غيريرو في المكسيك. حزبياً، نشط في Ecologist Green Party of Mexico ‏. وقد انتخب عضو مجلس النواب المكسيك.